# 수원고등법원
수원고등법원(水原高等法院)은 1심 판결에 대한 항소 사건, 1심 결정·명령에 대한 항고 사건, 선거 소송 등을 심판하는 대한민국의 고등법원으로, 2019년 3월 15일 개원하였다. 고등법원장과 대법원 규칙이 정한 수의 판사로 구성되고, 그 심판권은 판사 3인으로 구성된 합의부에 종속되어 있다.

## 역사
수원지방변호사회의 전신인 경기중앙변호사회는 2004년 9월 경기고등법원 원외 재판부 유치 안건을 상임이사회에 상정한 뒤 고등법원 유치를 위한 조사보고서까지 작성했다. 2007년 7월 국회에 처음으로 고등법원 설치 법안이 발의되었다.
2010년 ‘경기고법유치 범도민추진위원회’가 발족했으며 2011년 수원시와 경기중앙지방변호사회가 ‘법원 수원 유치를 위한 협약’을 체결하여 유치활동을 전개하였으며 2011년 수원시의회가 ‘고등법원 수원설치 촉구 건의문’을 채택했다. 2011년 5~12월에 고등법원유치 서명운동을 전개했다. 2013년에 염태영 수원시장, 경기도지사, 경기중앙지방변호사회장, 아주대법학전문대학장이 함께 ‘고법 수원유치 공동건의문’을 대통령 인수위에 전달했다. 2013년에 ‘고등법원 설치 수원시민운동본부’를 구성했다.
2014년 2월 ‘고등법원 설치법안’이 국회 본회의를 통과되었고 ‘각급 법원의 설치와 관할 구역에 관한 법률’이 개정되면서 수원고법·고검 개원이 확정됐다.

## 관할
경기도 수원시, 화성시, 오산시, 용인시를 관할하는 수원지방법원 및 그 지원(성남지원, 안양지원, 안산지원, 평택지원, 여주지원), 수원가정법원 및 그 지원 관할권에 있는 사건의 1심 판결에 대한 항소 사건, 1심 결정·명령에 대한 항고 사건, 선거 소송 등을 담당한다.

## 역대 법원장
| 순번 | 이름   | 재임기간                          | 주요 경력 |
| ---- | ------ | --------------------------------- | --------- |
| 1대  | 김주현 | 2019년 3월 15일 ~ 2021년 2월 15일 |           |
| 2대  | 정종관 | 2021년 2월 16일 ~ 2023년 2월 19일 |           |
| 3대  | 이상주 | 2023년 2월 20일 ~ 2025년 2월 19일 |           |
| 4대  | 배준현 | 2025년 2월 20일 ~                 |           |

## 같이 보기
- 대한민국 대법원
- 대한민국 지방법원
- 대한민국 고등법원
- 서울중앙지방법원
- 수원고등검찰청